# Lampione
Lampione (tiếng Sicilia: Lampiuni, tiếng Anh: Lantern) là một hòn đảo đá nhỏ nằm ở biển Địa Trung Hải, về mặt địa lý thuộc Quần đảo Pelagie và về mặt hành chính thuộc Lampedusa e Linosa, Agrigento, vùng Sicily, Ý. Đảo có chiều dài khoảng 200 mét (656 feet) và rộng 180 mét (591 feet), có diện tích 4 ha (9,9 mẫu Anh) và độ cao cao nhất 36 mét (118 feet).
Hòn đảo này không có người ở, tòa nhà duy nhất là một ngọn hải đăng. Theo truyền thuyết, hòn đảo này là một hòn đá rơi từ tay của một Cyclops Polyphemus.
Lampione là một phần của khu bảo tồn Quần đảo Pelagie (Riserva Marina Isole Pelagie), thảm thực vật và động vật hoang dã của nó được bảo vệ nghiêm ngặt. Các loài động vật bao gồm loài đặc hữu Podarcis filfolensis ssp. laurentimulleri (cũng được tìm thấy trên Linosa), là một phân loài của Maltese Wall Lizard, nhiều loài chim di cư và Armadillidium hirtum pelagicum, một loài giáp xác đất. Vùng biển phổ biến cá mập, bao gồm cá mập cát, cá mú, tôm hùm càng và các loại san hô màu vàng và màu hồng.